# Amicitia (Schiff)
Die Amicitia ist ein kleiner niederländischer Segelklipper mit niedrigem Tiefgang (siehe Plattbodenschiff).
Das Schiff wurde im Jahr 1898 gebaut und wurde als Frachtsegler für Biertransporte in die südlichen Niederlande eingesetzt.
Später wurde es zu einem Charterschiff mit sieben Doppelkabinen umgerüstet, welches für Fahrten durch das niederländische Wattenmeer und das IJsselmeer gemietet werden kann.
Das Schiff ist somit auch Bestandteil der Braunen Flotte, dem touristischen Sektor der Niederlande, welcher das Reisen mit historischen Schiffen umfasst.

## Unfall
Am 21. August 2016, gegen 13:50 Uhr, brach beim Einlaufen in den Hafen von Harlingen der obere Teil des Mastes ab und die herabfallende Gaffeltakelung samt Segel erschlug drei Passagiere auf Deck. Bei den tödlich Verunglückten handelt es sich um einen 48-Jährigen aus Mölsheim (Rheinland-Pfalz), einen 43-Jährigen aus Neubrunn (Landkreis Würzburg) und einen 19-Jährigen aus Schiffweiler im Saarland.  Sie waren Teil einer Familie, welche mit zusammen 12 Personen das Schiff angemietet hatte. Ebenfalls an Bord anwesend war der niederländische Kapitän (und Eigner) des Schiffs sowie dessen Ehefrau. Außer den genannten Unglücksopfern wurde niemand verletzt.
Zum Zeitpunkt des Unglücks herrschte auf dem Watt vor Harlingen südwestlicher Wind von 5 bis 6 Beaufort. Als Ursache wird angenommen, dass der Mast von innen verfault war, dies aber bei den regelmäßigen, gesetzlich vorgeschrieben, Inspektionen von außen nicht erkennbar war.
Ein ähnlicher Vorfall, welcher aber nur vier leicht verletzte Personen zur Folge hatte, ereignete sich, ebenfalls vor Harlingen, wenige Monate zuvor auf dem doppelt so großen Charterklipper Poolster (Baujahr 1903).

## Schiffsdaten
- Schiffstyp: Zweimastklipper
- Länge: 24,3 m
- Breite: 4,80 m
- Tiefgang: 0,95 m
- Segelfläche: 240 m²
- Anzahl Masten: 2
- Hafen: Harlingen
- Segelgebiet: IJsselmeer / Wattenmeer

## Schiffsname
Amicitia (lateinisch Freundschaft) ist der originale Name des Schiffs.
Drei weitere niederländische Schiffe tragen ebenfalls den Namen Amicitia: zwei Binnenschiffe für den Gütertransport und eine kleine Personenfähre in Amsterdam.